# Emil Bodnăraș

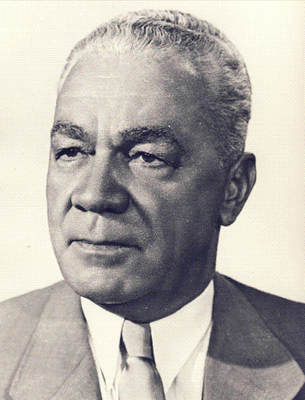
Emil Bodnăraș

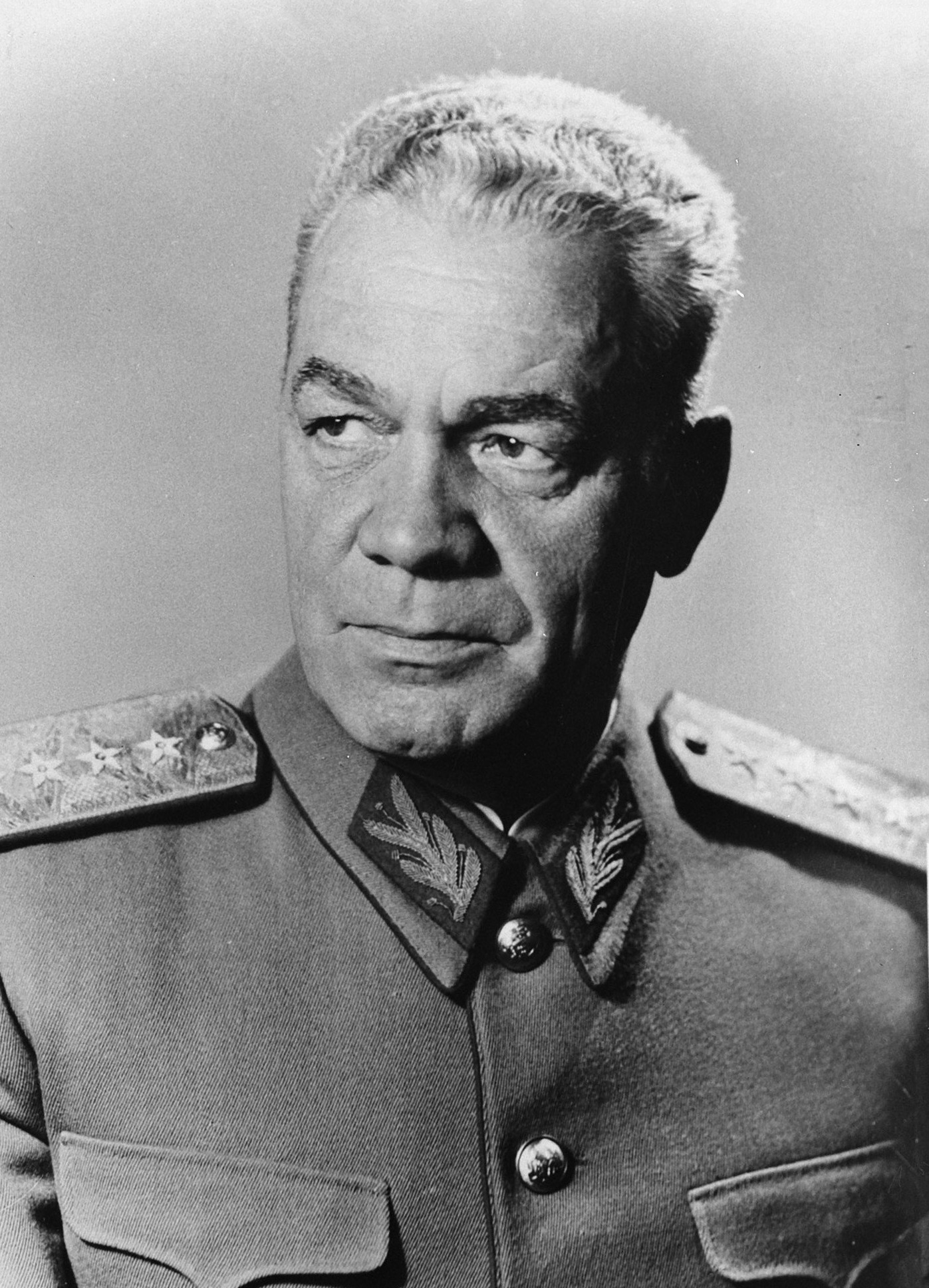
Emil Bodnăraș c. 1957

Emil Bodnăraș (* 10. Februar 1904 in Iaslovăț; † 24. Januar 1976 in Bukarest) war ein rumänischer Politiker, Mitglied der 
der Rumänischen Arbeiterpartei PMR (Partidul Muncitoresc Român), ab 1965 PCR (Partidul Comunist Român) und von 1947 bis 1955 rumänischer Verteidigungsminister. 1954 wurde er auch stellvertretender Staatsratsvorsitzender.

## Leben
Emil Bodnăraș hatte sich früh für die Ideen des Kommunismus interessiert und emigrierte 1932 in die UdSSR. Mit diesem Schritt beendete er zugleich eine bereits eingeschlagene Militärausbildung und Offizierslaufbahn in der rumänischen Armee.
Konfrontiert mit den realen Verhältnissen in der vom Bürgerkrieg zerrissenen Sowjetunion resignierte er und hielt sich in Deutschland, in der Schweiz und der Tschechoslowakei auf. Bei seiner Rückkehr nach Rumänien, im Jahr 1934, wurde er verhaftet und zu zehnjähriger Zwangsarbeit verurteilt. In der Folge wurde er von inhaftierten Kadern der Rumänischen Kommunistischen Partei kontaktiert und zum späteren Eintritt in diese Partei, der 1940 stattfand, vorbereitet.
Als ein führendes Mitglied jener Gruppe, die am 23. April 1944 den Sturz der von Ion Antonescu geführten rumänischen faschistischen Regierung organisierte, erwarb sich Bodnăraș Einfluss und Anerkennung unter den Parteiführern der RKP. Dies ebnete ihm nach Kriegsende den Weg in den Zirkel um Gheorghe Gheorghiu-Dej und zu höchsten Partei- und Regierungsämter. Vom 27. Dezember 1947 bis 3. Oktober 1955 war Bodnăraș, der seine Militärausbildung nicht beendet hatte, rumänischer Verteidigungsminister. Von 1954 bis 1957 wurde er auch zum Stellvertretenden Staatsratsvorsitzenden gewählt.
Im Machtkampf zwischen Alexandru Drăghici und Nicolae Ceaușescu um die Nachfolger von Gheorghiu-Dej zu Beginn des Jahres 1965, als Gheorghiu-Dejs Tod abzusehen war, schlug er sich auf die Seite des Siegers Ceaușescu. Ceaușescu lohnte es ihm, indem er Bodnăraș als rumänischen Vertreter zur 20-Jahr-Feier des Sieges der Sowjetunion im „Großen Vaterländischen Krieges“ im Mai 1965 nach Moskau entsandte. Dies war das letzte Mal, dass Bodnăraș in einem größeren Rahmen auftrat. Danach ließ Ceaușescu nicht mehr zu, dass Bodnăraș eine nennenswerte politische Rolle spielte.

## Ehrungen
Im kommunistischen Rumänien bildeten Milișăuți und Bădeuți zusammen mit dem benachbarten Ort Iaslovăț eine Gemeinde, die 1976 nach dem kurz zuvor verstorbenen Funktionär Emil Bodnăraș benannt wurde. Nach der Rumänischen Revolution 1989 erfolgte 1996 die Rückbenennung in Milișăuți.
In seiner Funktion als Minister eines sozialistischen Bruderstaates erhielt er bei einem Staatsbesuch in Moskau den Titel Held der Sowjetunion verliehen.